# Mia Negovetić
Mia Negovetić (född 5 oktober 2002) är en kroatisk singer-songwriter och röstskådespelerska. Hon är mest känd för att ha vunnit säsong 1 av RTL Televizijas Zvjezdice.

## Karriär
2015 gjorde Negovetić en audition till den första serien av RTL Televizijas Zvjezdice, och sjöng "Listen" av Beyoncé för domarna Enis Bešlagić, Luka Nižetić, Zdravko Šljivac, Vanna och Alka Vuica. Hon vann sedan tävlingen den 31 oktober 2015 genom att få flest TV-röstningar i finalen. Mer än två månader tidigare, den 4 augusti, vid 20-årsdagen av Operation Storm, framförde Negovetić den kroatiska nationalsången "Lijepa naša domovino" (Vårt vackra hemland), tillsammans med den kroatiska försvarsmakten.
I början av 2016 medverkade hon i NBC:s tv-serie Little Big Shots där hon framförde sin version av Beyoncés "Listen". Sedan 2016 har Negovetić släppt flera singlar samt varit huvudakt vid flera konserter i Vatroslav Lisinski Concert Hall i Zagreb.
År 2018 återvände Negovetić till Zvjezdice men denna gång som domare.
Den 23 december 2019 tillkännagavs Negovetić som en av de sexton deltagarna i Dora 2020, den nationella tävlingen i Kroatien för att välja landets bidrag till Eurovision Song Contest 2020, med låten "When it Comes to You". Vid omröstningens slut hade låten fått 31 poäng vilket placerade henne på delad första plats (av 16 deltagare) med Damir Kedžo. Vinsten gick dock till Kedžo på grund av tävlingens regler kring tiebreak.
I december 2020 tillkännagavs Negovetić som en av de fjorton finalisterna för Dora 2021. Hon framförde låten "She's Like a Dream" som hon hade skrivit tillsammans med Linnea Deb, Denniz Jamm och Denise Kertes. Hon blev trea med totalt 119 poäng. Den 25 februari 2021 nominerades Negovetić till priset för bästa nya artist vid Porin Awards 2021.
Den 17 december 2021 meddelades det att Negovetić skulle återkomma till 2022 års upplaga av Dora. Hon deltog med låten "Forgive Me (Oprosti)" och kom på en tredje plats i finalen med 141 poäng.

## Diskografi

### Singlar
| Titel                     | År   |
| ------------------------- | ---- |
| "Trouble"                 | 2018 |
| "Runnin' Away"            | 2018 |
| "Little Love"             | 2018 |
| "Vrijeme je"              | 2019 |
| "Na pola puta do svemira" | 2020 |
| "When it Comes to You"    | 2020 |
| "Pusti"                   | 2020 |
| "Ljubav nema kraj"        | 2021 |
| "She's Like a Dream"      | 2021 |
| "Ja Ti Priznajem"         | 2021 |
| "Forgive Me (Oprosti)     | 2022 |
| "Mijanem Se"              | 2022 |